# Neofungella
Neofungella is een geslacht van mosdiertjes uit de familie van de Cerioporidae en de orde Cyclostomatida. De wetenschappelijke naam ervan werd in 1933 voor het eerst geldig gepubliceerd door Borg.

## Soorten
- Neofungella californica Banta, 1967
- Neofungella claviformis (Waters, 1904)
- Neofungella dalli (Kluge, 1955)